# Galumnella areolata
Galumnella areolata är en kvalsterart som beskrevs av Balogh 1960. Galumnella areolata ingår i släktet Galumnella och familjen Galumnellidae. Inga underarter finns listade i Catalogue of Life.